# Herrneck
Herrneck ist ein Gemeindeteil des Marktes Velden im niederbayerischen Landkreis Landshut.

## Lage
Der Weiler Herrneck liegt 4,7 Kilometer südlich des Marktplatzes von Velden.

## Bildstockkapelle
Die Bildstockkapelle beim Haus Herrneck 1 ist ein kleiner, neugotischer, massiver Satteldachbau vom Ende des 19. Jahrhunderts. Das Gebäude hat eine starke Schräglage nach Links. Sie steht unter Denkmalschutz und ist in die Liste der Baudenkmäler in Velden eingetragen.

## Bevölkerungsentwicklung
Um 1871 gab es in Herrneck 16 Einwohner. In der Zwischenkriegszeit stieg die Bevölkerungszahl vorübergehend auf mehr als 30 Einwohner. Im Mai 1987 lebten dort 15 Einwohner in fünf Wohngebäuden, von denen eins in zwei Wohnungen aufgeteilt war.
| Jahr      | 1871 | 1925 | 1950 | 1970 | 1987 |
| Einwohner | 16   | 31   | 28   | 16   | 15   |